# Quebrada El Venado
La Quebrada El Venado es una quebrada localizada en Colombia, que nace en las estribaciones de la cordillera oriental, en el sitio conocido como Alto El Secreto, a una altitud de 750 m s. n. m. Funciona como línea divisora entre la Comuna 9 del Área Urbana y el corregimiento de Fortalecillas del Área rural de la ciudad de Neiva en su costado norte. Esta quebrada presenta aguas en todas las épocas del año, variando su caudal considerablemente. Sus laderas están contaminadas por aguas negras, servidas y residuos sólidos de los asentamientos localizados a sus alrededores; aguas lluvias de los drenajes del área industrial del norte y contaminantes de los cultivos y usos agroindustriales localizados aguas arriba del sector urbano. La quebrada El Venado inicia su recorrido en sentido oriente occidente, recorrido que se conserva hasta su desembocadura en el Río Magdalena.

## Límites de la Cuenca
Los límites de la cuenca Quebrada El Venado son los siguientes: 
- Al oriente, comparte su divisoria topográfica con la cuenca del Río Las Ceibas y el Río Fortalecillas.
- Al occidente limita con el río Magdalena.
- Al noroeste comparte su divisoria topográfica con las cuencas de las quebradas Los Cocos y Caimán.
- Al norte y noreste comparte su divorcio de aguas con la cuenca de la quebrada La Jagua, afluente del Río Fortalecillas.
- Al suroeste colinda con la Comuna 9 de la ciudad de Neiva.
- Al sur, comparte su divisoria topográfica con la cuenca del Río Las Ceibas.[2]

## Flora
En la cuenca de la Quebrada El Venado, donde se localiza el sector norte del campo petrolífero Tello, se observan rastrojos bajos, rastrojos altos, árboles o arbustos dispersos y solitarios, así como estrechas franjas de bosques intervenidos a lado y lado de los cauces. Entre las especies nativas con mayor abundancia de plantas pueden mencionarse las siguientes: 
- Caracoli (Anarcardium excelsum)
- Iguá (Pseudosamanea guachapele)
- Cachimbo (Eríthrína sp)
- Payandé (Pithecellobium dulce)
- Dinde (Chlorophora tinctoria)
- Carbonero (Calliandra sp)
- Balso (Ochroma lagopus)
- Hobo o Jobo (Spondia monbin)

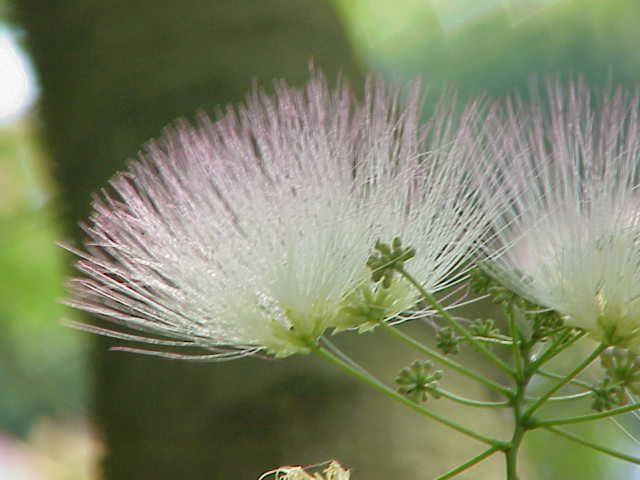
Mimosa speciosa

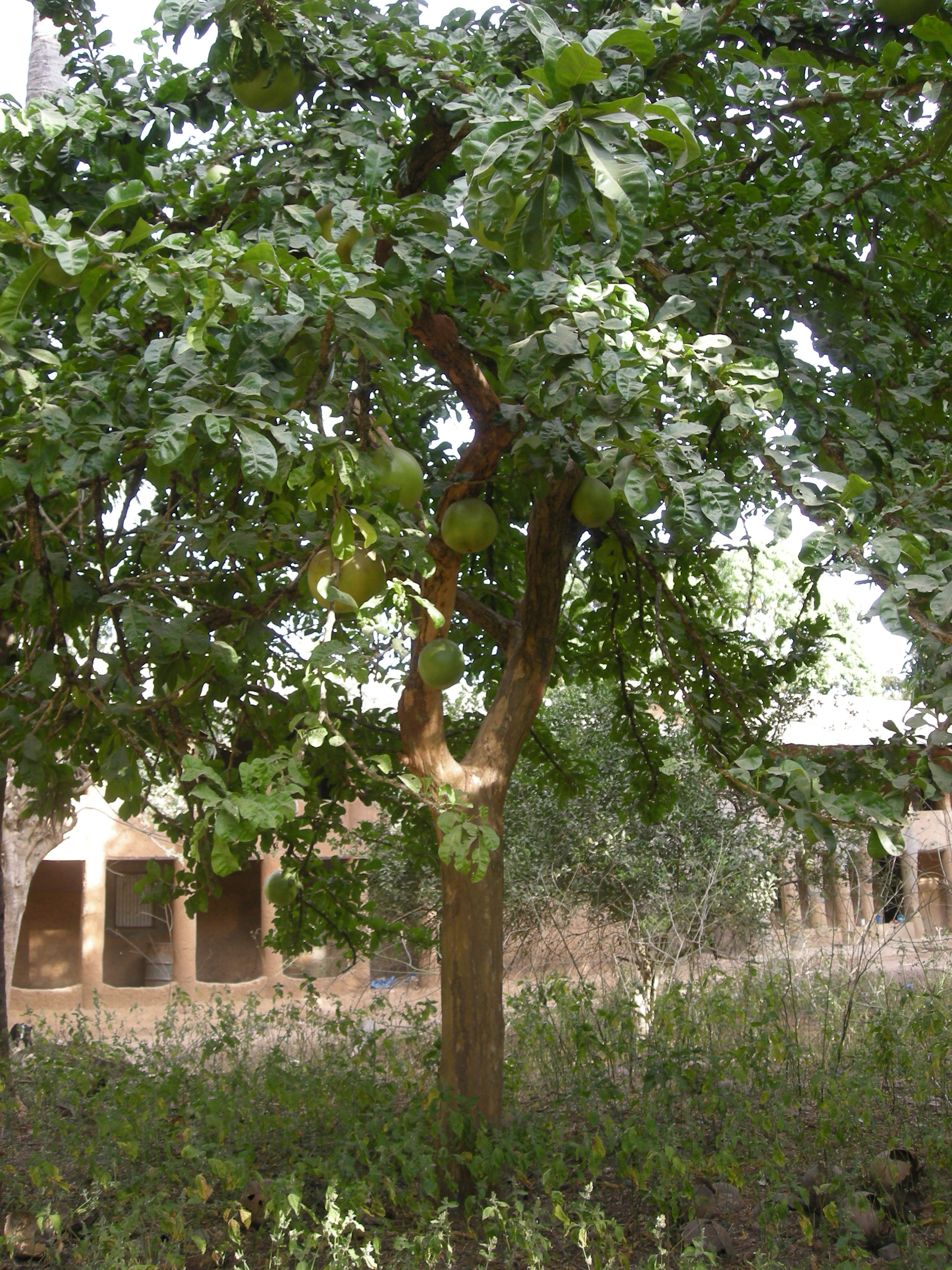
Crescentia cujete

- Espino de Oro o Tachuelo (Xanthoxyion sp)
- Tatamaco (Bursera tomentosa)
- Totumo (Crescentia cujete)
- Pela (Vachellia farnesiana)
- Chaparro (Curatella americana)
- Molón (Byrsonima sp)
- Guásimo (Guazuma ulmifolia)
- Chicható (Muntigia calabura)
- Yarumo (Cecropia peltata)
- Machaerium sp (capote)
- Aspidosperma cuspa (amargoso)
- Cruceto (Randia armata)
- Guayabilla Agria o Guayabo Cimarrón (Psidium sp)
- Sangregao (Crotón sp)
- Mosquero (Crotón sp)
- Pringamoza (Jatropha urens)
- Pasto Tiatino (Bouteloua heterostega)
- Adormidera (Mimosa sp)
- Cardón (Cephalocereus colombianus)
- Cardón Gris (Lemaireocereus griseus)
- Arepo (Opuntia sp)
- Pitahaya Roja
- Cardo Epífito.

Éstas cactáceas y otras plantas con espinas o aguijones (por ejemplo: payandé, pela, tachuelo, cruceto y pringamoza), típicas de ecosistemas cálidos con déficit de humedad en el suelo, imprimen al paisaje natural un aspecto parecido a tos territorios semiáridos del Desierto de la Tatacoa y la cuenca baja del río Cabrera en el municipio de Villavieja. Al respecto, la degradación del suelo en forma de erosión, se debe a la acción combinada de factores naturales y de origen antrópico: 
1. Los suelos son erodables
2. La mayor parte de las lluvias son erosivas y se concentran en periodos cortos
3. Existe sobreuso del suelo
4. Se practica la quema con fines agropecuarios
5. Ocurren incendios forestales con frecuencia.[3]